# Upende
Upende ist ein Dorf im Südbrookmerlander Ortsteil Oldeborg. Es wird 1470 erstmals als Uthenger up eende erwähnt.  Die heutige Schreibweise ist seit 1645 geläufig. Der Name bedeutet oberes (= äußerstes) Ende. Upende zählt bis heute zum Kirchspiel Engerhafe.
1938 wurden die früher selbständigen Landgemeinden Engerhafe, Fehnhusen, Oldeborg und der westliche Teil von Upende zu der größeren Gemeinde Oldeborg vereinigt, die zusammen etwa das Gebiet des mittelalterlichen Kirchspiels Engerhafe umfassten. Der östliche Teil von Upende wurde der damaligen Gemeinde Victorbur zugeschlagen.  
Die Gemeinden Victorbur und Oldeborg gingen am 1. Juli 1972 im Rahmen einer Gebietsreform in der Gemeinde Südbrookmerland auf, deren Teil sie bis heute sind.